# نعمت‌آباد کچ
نعمت‌آباد کچ روستایی در دهستان گوهرکوه بخش گوهرکوه شهرستان تفتان استان سیستان و بلوچستان ایران است.

## جمعیت
بر پایه سرشماری عمومی نفوس و مسکن در سال ۱۳۹۵ جمعیت این روستا ۱۶۸ نفر (۵۴خانوار) بوده‌است.